# 5904 Württemberg
(5904) Wurttemberg, denumire internațională (5904) Württemberg, este un asteroid din centura principală de asteroizi.

## Descriere
5904 Württemberg este un asteroid din centura principală de asteroizi. A fost descoperit pe 10 ianuarie 1989 la Tautenburg de Freimut Börngen. Asteroidul prezintă o orbită caracterizată de o semiaxă mare de 2,84 ua, o excentricitate de 0,11 și o înclinație de 3,1° în raport cu ecliptica.